# Station Trie-Château
Station Trie-Château is een spoorwegstation aan de spoorlijn Saint-Denis - Dieppe. Het ligt in de Franse gemeente Trie-Château in het departement Oise (Hauts-de-France).

## Ligging
Het station ligt op kilometerpunt 65,654 van de spoorlijn Saint-Denis - Dieppe.

## Diensten
Het station wordt aangedaan door treinen van Transilien lijn J tussen Paris Saint-Lazare en Gisors-Embranchement.

## Vorig en volgend station
| Richting             | Vorig station        | Lijn    | Volgend station   | Richting           |
| -------------------- | -------------------- | ------- | ----------------- | ------------------ |
| Gisors-Embranchement | Gisors-Embranchement | Trans J | Chaumont-en-Vexin | Paris-Saint-Lazare |